# Чорбовский сельский совет (Кобелякский район)
Чорбовский сельский совет (укр. Чорбівська сільська рада) — входит в состав Кобелякского района Полтавской области Украины.
Административный центр сельского совета находится в селе Чорбовка.

## Населённые пункты совета
- с. Чорбовка
- с. Белоконовка
- с. Комаровка
- с. Червоное